# Amazilia
Amazilia è un dramma per musica in un atto, composto da Giovanni Pacini su libretto di Giovanni Schmidt. La prima rappresentazione si svolse il 6 luglio 1825 al Teatro San Carlo di Napoli andando incontro a un buon successo. Nel 1827 l'opera andò in scena al Teatro di Porta Carinzia; per l'occasione Pacini ampliò l'opera in due atti, aggiungendovi un duetto per basso e soprano e una gran scena per tenore.

## Personaggi e interpreti (Napoli, 1825)
- Luigi Lablache: Cabana, Cacicco de' selvaggi della Florida
- Gaetano Chizzola: Orozimbo, fratello di Cabana, padre di Mila
- Joséphine Fodor-Mainvielle: Amazilia, amante di Zadir
- Giovanni David: Zadir, figlio di Miscou, cacicco dei selvaggi della Louisiana
- Eloisa Manzocchi: Mila, amica di Amazilia
- Domenico Pizzoni: Alvaro, comandante di un corpo d'armata spagnola.[2]

## Trama
L'intero atto si svolge sul confine della Florida.

### Scena prima
La scena si svolge in campagna; Cabana e i selvaggi della Florida marciano di fianco ad un fiume, oltre il quale, in lontananza, è possibile scorgere le colline della Louisiana. Sorge il sole, preludio di un avvenire colmo di vittorie.

### Scena seconda
I selvaggi e il loro capo hanno ripreso il cammino. Dal fiume spunta fuori, guardingo, Zadir, che decanta il suo amore per Amazilia, preoccupato per non aver tenuto conto delle raccomandazioni dell'amata.

### Scena terza
Giunge Amazilia e rimprovera Zadir per la sua imprudenza. Il capo dei selvaggi della Louisiana, dal canto suo, si augura che possa ancora esserci una speranza per il loro amore, confidando in un sodalizio con Cabana. Amazilia, al contrario, non crede che questo sia possibile. I due si giurano amore, perfino a costo di morire, e si congedano. Zadir va verso il fiume, Amazilia torna da dove è venuta.

### Scena quarta
In scena troviamo Cabana, suo fratello Orozimbo e i selvaggi. Le donne e i fanciulli salutano i loro capi famiglia, pronti per la guerra.

### Scena quinta
Orozimbo suggerisce al fratello l'idea di non combattere ma, anzi, di promuovere la pace tra i popoli. Cabana rifiuta aspramente, incolpando Miscou di essersi impossessato delle sue terre fertili e il figlio Zadir di aver sprezzato il suo valore sul campo di battaglia.

### Scena sesta
Un selvaggio giunge al cospetto di Cabana e Orozimbo, chiedendo di ricevere Zadir, a sua volta inviato da Miscou. Orozimbo persuade il fratello, tuttavia sospettoso, ad ascoltarlo.

### Scena settima
Zadir fa il suo ingresso, seguito da due selvaggi, ciascuno con in mano un ramo di palma. Zadir chiede di far decadere i dissapori reciproci in favore di un sodalizio contro il nemico spagnolo. Cabana insinua che in questa richiesta non vi sia alcun desiderio di pace, bensì unicamente timore. Zadir giustifica il timore che Cabana stesso, trovandosi faccia a faccia con gli spagnoli, proverebbe. Espone, allora, l'accordo: divideranno le terre e Amazilia verrà data in sposa a Zadir. Cabana lo accusa di arroganza, intimandogli il silenzio.

### Scena ottava
Zadir si infuria. I due si promettono di distruggersi sul campo di battaglia mentre Amazilia, arrivata da poco sulla scena, si dispera. Zadir, nel partire, scorge l'amata e la fa avanzare prendendola per mano. Cabana sta per ucciderlo ma Amazilia lo ferma. Zadir parte di fretta, Cabana e i suoi guerrieri si volgono verso il fiume, Amazilia prende un'altra strada.

### Scena nona
Il coro delle donne canta la decaduta speranza di una pace fra i popoli.

### Scena decima
Orozimbo e Mila parlano. Il primo le spiega che Cabana non ha intenzione di accettare le richieste di pace e per di più, nel suo nemico, ha trovato anche un rivale in amore. I due sono preoccupati per le conseguenze che recherebbe la vittoria di Cabana.

### Scena undicesima
I due vengono raggiunti da Amazilia, disperata per quello che sta per succedere. Ad un tratto, si sentono le voci che, in coro, annunciano la vittoria di Cabana.

### Scena dodicesima
Amazilia pensa che Zadir sia deceduto in battaglia ma il coro dei selvaggi la informa che l'amato è stato fatto prigioniero, in attesa di perire sul rogo. Amazilia va via, abbracciata all'amica Mila, seguita dalle altre donne.

### Scena tredicesima
Orozimbo cerca, invano, di convincere Cabana a non uccidere Zadir, temendo la vendetta del padre Miscou. Cabara, allora, richiama la legge: chiunque sia fatto prigioniero verrà fatto morire sul rogo.

### Scena quattordicesima
Orozimbo, rimasto solo, decide di prendere le distanze dagli atteggiamenti crudeli del fratello.

### Scena quindicesima
La scena si svolge in un bosco. Mila e Amazilia vanno alla ricerca di Zadir, cosicché la ragazza possa rivedere l'amato un'ultima volta.

### Scena sedicesima
Ad Amazilia sembra di scorgere Zadir.

### Scena diciassettesima
I due innamorati si incontrano e si allontanano dal sentiero, per evitare l'incursione dei nemici.

### Scena diciottesima
Cabana e i selvaggi raggiungono i due amanti. Zadir scocca un dardo verso Cabana.

### Scena diciannovesima
Sopraggiungono Alvaro e i guerrieri spagnoli, i quali circondano i selvaggi. Alvaro li esorta a lasciar cadere le armi, sull'esempio di Miscou. I selvaggi seguono l'ordine. Cabana non obbedisce e viene catturato e trascinato al campo spagnolo mentre, finalmente, Amazilia e Zadir si ricongiungono.